# Ribeirão das Três Barras
O ribeirão das Três Barras é um curso de água do estado de Minas Gerais, Brasil. É um afluente do rio Paranaíba, na bacia hidrográfica do rio Paranaíba formado pela confluência dos córregos do Quilombo, do Papagaio e do Buriti Comprido. Tem sua mais alta nascente no córrego do Quilombo na Serra do Bauzinho, no município de Capinópolis próximo ao limite o Município de Ituiutaba, e deságua no rio Paranaíba no limite com o Município de Ituiutaba e na divisa com o estado de Goiás.

## Topônimo
Usualmente Três Barras refere-se ao local de confluência de três cursos de água, aqui provavelmente devido à formação do ribeirão das Três Barras ser constituída a partir da confluência dos córregos do Quilombo, do Papagaio e do Buriti Comprido.
Também é conhecido por córrego do Queixada.

## Geografia
Possui uma extensão de 27 quilômetros com o topônimo de ribeirão das Três Barras, e uma extensão total a partir de sua mais alta nascente no córrego do Quilombo de 36 quilômetros, e uma declividade média de 686,1 centímetros por quilômetro.
Está todo contido no município de Capinópolis e sua foz no rio Paranaíba e marco geográfico do limite entre os municípios de Ituiutaba e Capinópolis.

### Afluentes
- Córrego do Ipê[1]
- Córrego das Flôres[1]
  - Córrego do Sapé[1]
- Córrego do Barro Preto[1]
- Córrego do Queixada[1]
- Córrego do Buriti Comprido[1]
- Córrego do Papagaio[1]
  - Córrego das Pedras[1]
- Córrego do Quilombo[1]